# Do for Love
Do for Love is een nummer van de Amerikaanse rapper 2Pac uit 1998. Het is de tweede en laatste single van zijn postuum uitgebrachte zesde studioalbum R U Still Down? (Remember Me).
Het refrein in het nummer is gesampled uit What You Won't Do for Love van Bobby Caldwell. "Do for Love" werd een bescheiden hit in een paar landen. De plaat wist de 21e positie te bereiken in de Amerikaanse Billboard Hot 100. In de Nederlandse Top 40 was het iets succesvoller met een 17e positie.